# Травневе (Мирогощанська сільська громада)
Тра́вневе — село в Україні, у Мирогощанській сільській громаді Дубенського району Рівненської області. Населення становить 151 осіб. До 2016 року було підпорядковане Княгининській сільській раді. З 6 травня 2016 року у складі Мирогощанської сільської громади.

## Географія
Селом тече річка Стубазка.

## Історія
Перша назва – Будяки. Перейменоване село в 1959.
7 (20) листопада 1917 року, відповідно до Третього Універсалу Української Центральної Ради, увійшло до складу Української Народної Республіки.
12 червня 2020 року, відповідно до розпорядження Кабінету Міністрів України № 722-р від «Про визначення адміністративних центрів та затвердження територій територіальних громад Рівненської області», увійшло до складу Мирогощанської сільської громади.
19 липня 2020 року, в результаті адміністративно-територіальної реформи та ліквідації  Дубенського (1939—2020) району, село увійшло до складу новоутвореного Дубенського району.
22 червня 2023 року рішенням Національної комісії зі стандартів державної мови віднесено до списку населених пунктів, які «можуть не відповідати лексичним нормам української мови», зокрема стосуватися «російської імперської чи колоніальної політики». Громаді рекомендовано обґрунтувати доцільність збереження поточної назви або запропонувати нову назву в установленому законодавством порядку.

## Населення

### Мова
Розподіл населення за рідною мовою за даними перепису 2001 року:
| Мова       | Кількість | Відсоток |
| ---------- | --------- | -------- |
| українська | 151       | 100%     |

## Відомі люди

### Народились
- Дещинська Галина Сафонівна — оператор по вирощуванню поросят колгоспу «Перемога» Дубенського району Рівненської області. Депутат Верховної Ради УРСР 11-го скликання.